# Аденитис
Аденитис или аденопатија је упала жлезди. Често се говори и о лимфоаденопатији која означава упалу лимфног чвора.

## Класификација
- Цервикални аденитис: познат као и цервикални лимфаденитис је упала лимфних чворова у пределу врата;[2]
- Абдоминална лимфаденопатија: упала трбушних лимфних чворова;[3]
- Себасна лимфаденопатија: упала лојних жлезда;[4]
- Хронична туберкулозна цервикална лимфаденопатија: упала лимфних чворова у пределу врата код особа заражених туберкулозом.[5]

## Инфекциологија
Током запаљења ткива или органа, имунски систем узрукује натицање локалних лимфних чворова како би се спречило даље ширење инфекције. У неким случајевима може доћи до упале и инфекције лимфних чворова  што проузрукује додатно натицање и бол; што се назива аденитис. Неке специфичне бактерије су одговорне за ову врсту инфекције као што су пиогени стрептокок, Bartonella henselae и Mycobacteriaceae.